# Le Cabinet du docteur Ramirez
Pour plus de détails, voir Fiche technique et Distribution.
Le Cabinet du docteur Ramirez (The Cabinet of Dr. Ramirez) est un film de Peter Sellars sorti en 1991.

## Fiche technique
Sauf indication contraire, les informations mentionnées dans cette section peuvent être confirmées par la base de données cinématographiques IMDb,  présente dans la section « Liens externes ».
- Titre original : The Cabinet of Dr. Ramirez
- Titre français : Le Cabinet du docteur Ramirez
- Réalisation : Peter Sellars
- Scénario : Peter Sellars, Mikhail Baryshnikov, Joan Cusack, Peter Gallagher et Ron Vawter
- Photographie : David Watkin
- Montage : Robert Estrin
- Musique : John Adams
- Production : Charles S. Carroll
- Sociétés de production : inconnue
- Sociétés de distribution : inconnue
- Pays d'origine : Royaume-Uni, France, Allemagne et États-Unis
- Format : Couleurs - 1,85:1 - Dolby - 35 mm
- Genre : Drame, film musical
- Durée : 95 minutes
- Dates de sortie[1] :
  -  France : 14 mai 1991

## Distribution
- Mikhail Baryshnikov : César
- Joan Cusack : Cathy
- Peter Gallagher : Matt
- Ron Vawter : Dr Ramirez
- Kate Valk : Sue
- Werner Klemperer : Fat Man à la recherche d'un allégement fiscal
- Paul Eckstein et Peter Francis James : les concierges
- Lola Pashalinski et Paul Butler : les Narcs
- Merlin Santana : Newsboy
- Mark Morris : le mien
- Harsh Nayyar : Beaver Gourmet